# 比利亚塞科德洛斯加米托斯
比利亚塞科德洛斯加米托斯，是西班牙卡斯蒂利亚-莱昂萨拉曼卡省的一个市镇。 总面积12平方公里，总人口197人（2001年），人口密度16人/平方公里。